# Le Mesnil-Gilbert
 Le Mesnil-Gilbert  es una población y comuna francesa, situada en la región de Baja Normandía, departamento de Mancha, en el distrito de Avranches y cantón de Saint-Pois.

## Demografía
| 331 | 293 | 234 | 206 | 184 | 154 |
| Para los censos de 1962 a 1999 la población legal corresponde a la población sin duplicidades (Fuente: INSEE [Consultar]) |     |     |     |     |     |